# 徒党
| ウィキペディアには「徒党」という見出しの百科事典記事はありません（タイトルに「徒党」を含むページの一覧/「徒党」で始まるページの一覧）。 代わりにウィクショナリーのページ「徒党」が役に立つかもしれません。 |